# Cantón de Orpierre
El cantón de Orpierre era una división administrativa francesa, que estaba situada en el departamento de Altos Alpes y la región de Provenza-Alpes-Costa Azul.

## Composición
El cantón estaba formado por siete comunas:
- Étoile-Saint-Cyrice
- Lagrand
- Nossage-et-Bénévent
- Orpierre
- Sainte-Colombe
- Saléon
- Trescléoux

## Supresión del cantón de Orpierre
En aplicación del Decreto n.º 2014-193 de 20 de febrero de 2014, el cantón de Orpierre fue suprimido el 22 de marzo de 2015 y sus 7 comunas pasaron a formar parte del nuevo cantón de Serres.